# United States Department of Homeland Security
Het Department of Homeland Security (ministerie van Binnenlandse Veiligheid) is een Amerikaans ministerie dat in 2002 werd ingesteld door de Amerikaanse president George W. Bush. De doelstelling van dit ministerie is het ontwikkelen van een integrale visie op de nationale veiligheid, teneinde in de toekomst aanslagen als die van 11 september 2001 te kunnen voorkomen.
De oprichting van dit speciale ministerie was een rechtstreeks gevolg van de aanslagen op New York en Washington van 11 september 2001, en van de Homeland Security Act uit 2002.
Onder het ministerie vallen onder meer de volgende agentschappen en instanties:
- Computer Emergency Readiness Team
- Federal Emergency Management Agency
- Federal Law Enforcement Training Center
- Transportation Security Administration (TSA) met Federal Air Marshal Service
- U.S. Citizenship and Immigration Services
- United States Coast Guard
- U.S. Customs and Border Protection
- U.S. Immigration and Customs Enforcement
- United States Secret Service
- National Protection and Programs Directorate (~ cybersecurity office)